# David Hidalgo

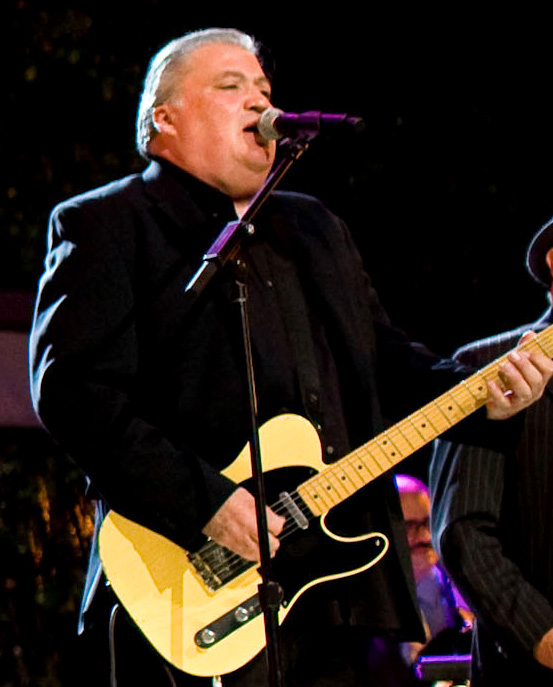
David Hidalgo 2009

David Kent Hidalgo (* 6. Oktober 1954 in Los Angeles, Kalifornien) ist ein Rock-Sänger und Multiinstrumentalist, der vor allem als Mitglied von Los Lobos Bekanntheit erlangte. Hidalgo beherrscht neben dem Akkordeon eine Vielzahl von Saiteninstrumenten, darunter Gitarre, Bass, Mandoline, Violine und Banjo.

## Biografie
1973 gehörte Hidalgo zu den Gründungsmitgliedern von Los Lobos, für die er gemeinsam mit Louie Pérez die meisten Songs schrieb. Ansonsten beteiligte er sich auch als Gastmusiker auf Alben anderer Künstler, darunter Dave Alvin, Buckwheat Zydeco, Paul Burlison, T-Bone Burnett, Peter Case, Toni Childs, Marc Cohn, Ry Cooder, Elvis Costello, Crowded House, The Fabulous Thunderbirds, John Lee Hooker, Rickie Lee Jones, Leo Kottke, Roy Orbison, Dolly Parton, Pierce Pettis, Bonnie Raitt, Paul Simon, Taj Mahal, Suzanne Vega, Bob Dylan und Tom Waits.
Zu dem Filmdrama Gelobtes Land steuerte er 1987 den Song Will the Wolf Survive bei. Für Dennis Hoppers Filmdrama Colors – Farben der Gewalt mit Sean Penn und Robert Duvall aus dem Jahr 1988 schrieb er das Lied One Time, One Night. Die Songs Manifold De Amour, Forever Night Shade Mary und Chinese Surprize für den Actionfilm Desperado von 1995 mit Antonio Banderas und Salma Hayek entstammen ebenfalls Hidalgos Feder. Für das Roadmovie The Mexican mit Brad Pitt und Julia Roberts von 2001 schrieb er das melancholische Lied La pistola y el corazón. Für die Filmkomödie Meine Frau, ihre Schwiegereltern und ich entstand 2004 der Song Guerrillero. Flor de huevo (Son locos) heißt der Song, den er für den Animationsfilm Ich – Einfach unverbesserlich 2 von 2013 beisteuerte. 
1998 nahm Hidalgo zusammen mit Martin Simpson, Viji Krishnan und Puvalur Srinivasan das Folk-Album Kambara Music in Native Tongues auf und gründete zusammen mit dem Los-Lobos-Kollegen César Rosas, sowie fünf weiteren Musikern die mexikanische Folkband Los Super Seven, mit der er zwei Alben aufnahm.
David Hidalgo spielte Gitarre bei Eric Claptons Crossroads Guitar Festival, eine Ehre, die nur den talentiertesten Musikern zuteilwird. Begleitet wurde er von Booker T. & the M.G.’s.

## Diskografie (Auswahl)
s. Los Lobos – Diskografie, Latin Playboys – Diskografie.
- Los Super Seven, Canto (Columbia / Legacy, 2001).

- David Hidalgo & Louie Pérez, The Long Goodbye (Gonzolandia, 2010).